# Wahlkreis Huntingdon

Der Wahlkreis mit den Grenzen von 2007

Huntingdon ist ein Wahlkreis für das britische Unterhaus in der Zeremoniellen Grafschaft Cambridgeshire. Der Wahlkreis wurde 1983 geschaffen und deckt einen Großteil von Huntingdon, St Neots, St Ives  und Godmanchester ab. Er entsendet einen Abgeordneten ins Parlament.

## Geschichte
Der Wahlkreis bestand bis 1918 bereits einmal. Er entsendete ab den 1290er Jahren bis 1868 als Borough constituency zwei Vertreter ins Parlament. Ab 1868 bis 1885 nur noch einen. 1885 wurde der Wahlkreis als County constituency reorganisiert und bestand bis 1918.
Huntingdon wurde stets von Angehörigen der Tories sowie der Conservative Party. Lediglich kurzzeitig von 1885 bis 1886 und von 1906 bis 1910 vertraten Angehörige der Liberal Party den Wahlkreis.
Bei den Unterhauswahlen 1983, nachdem der Wahlkreis erneut gebildet wurde, gewann John Major, der spätere Premierminister des Vereinigten Königreichs zwischen 1990 und 1997, den Sitz im House of Commons. Nachdem dieser 2001 aus dem Parlament ausgeschieden war, wurde bei den Unterhauswahlen 2001 Jonathan Djanogly als neuer Repräsentant gewählt.
Der Wahlkreis wies im April 2013 eine Arbeitslosigkeit von 2,3 % auf. Dieser Wert lag damit niedriger als der nationale Durchschnitt von 3,8 %.

## Bisherige Vertreter

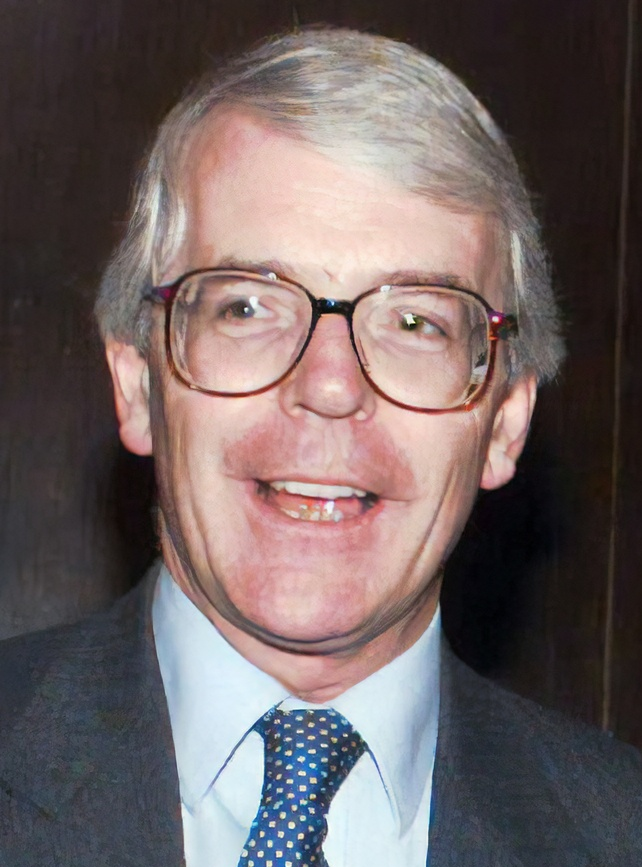
John Major
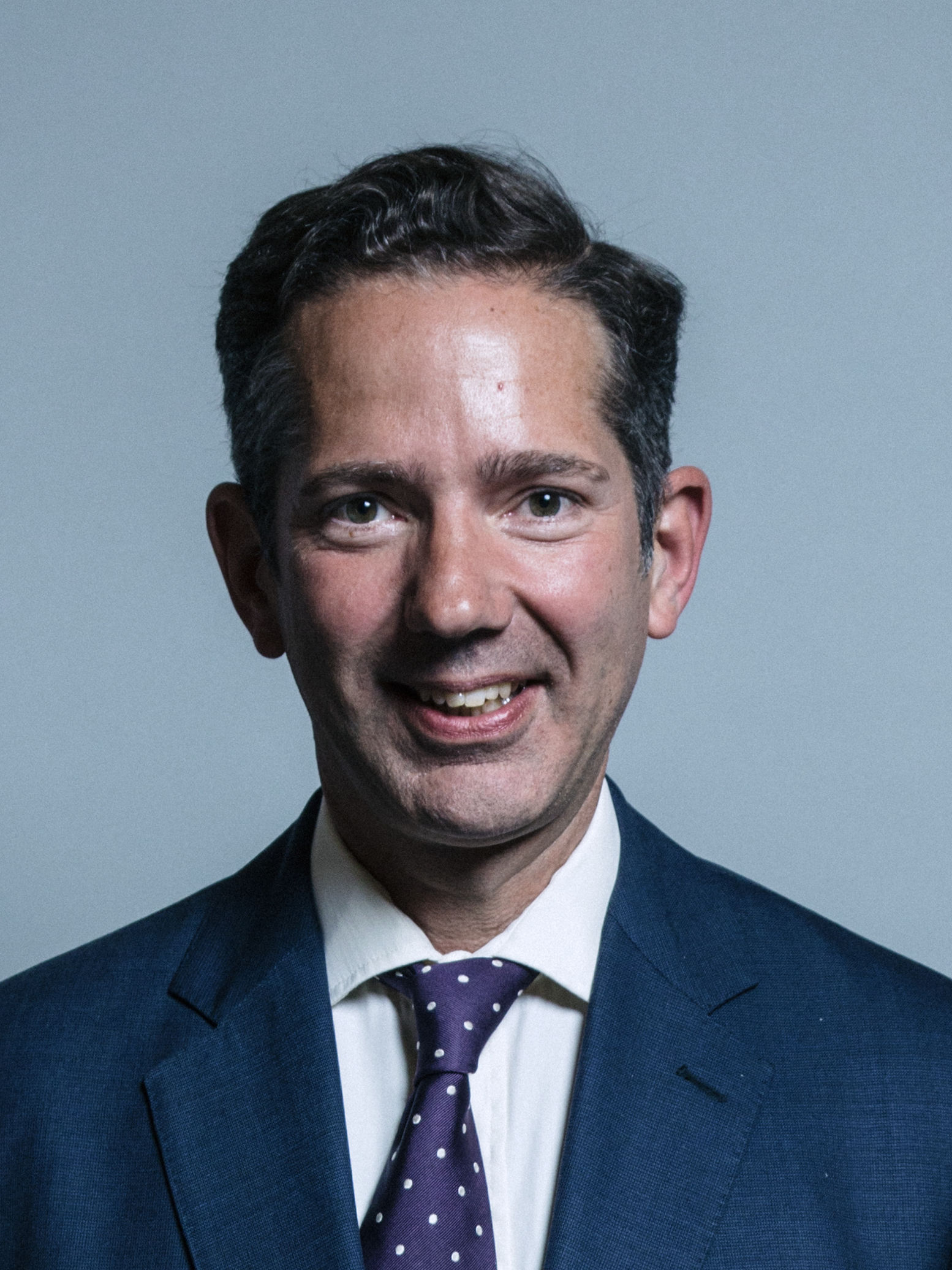
Jonathan Djanogly